# Belga Rise

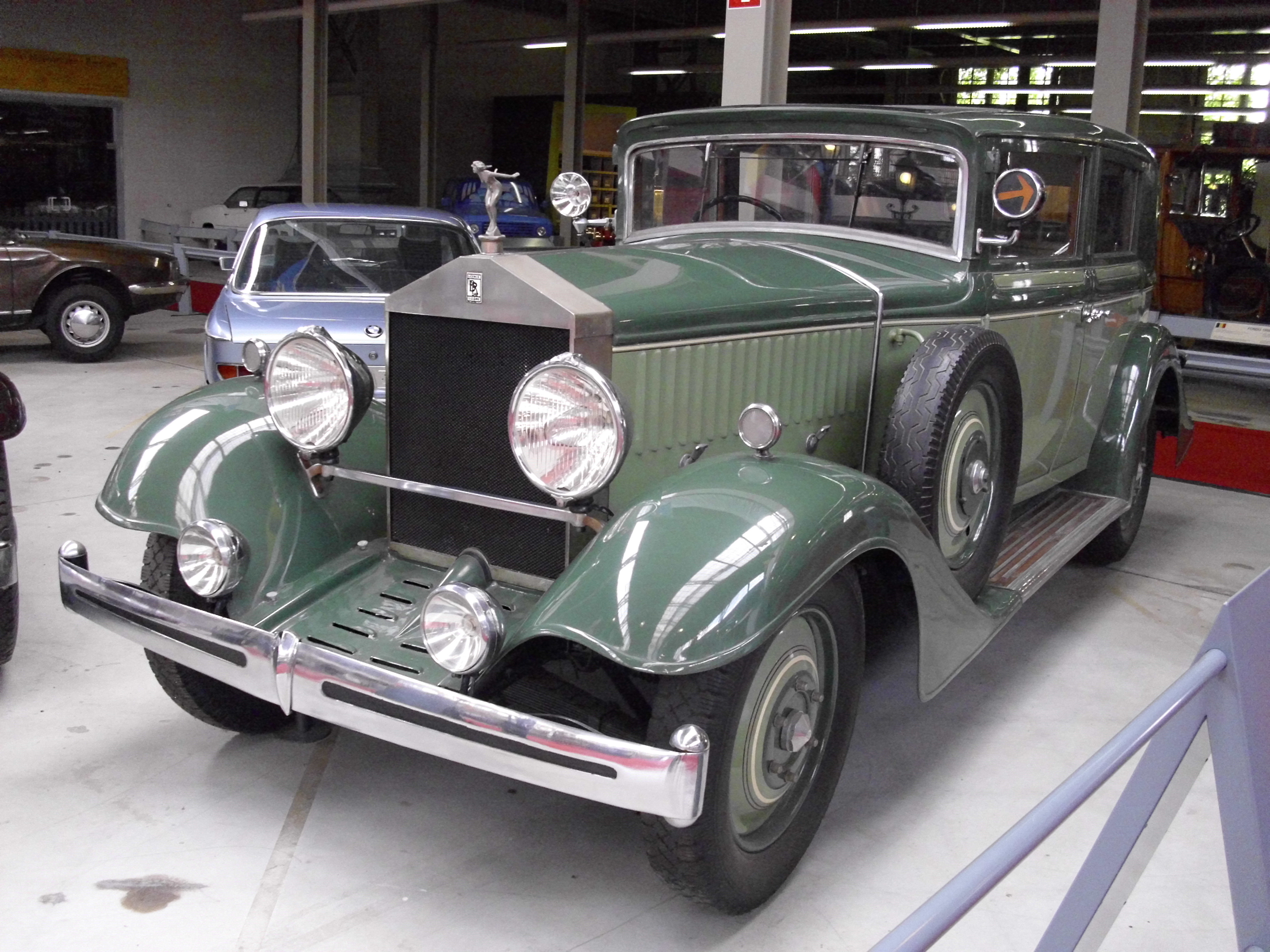
Belga Rise BR 8 von 1934

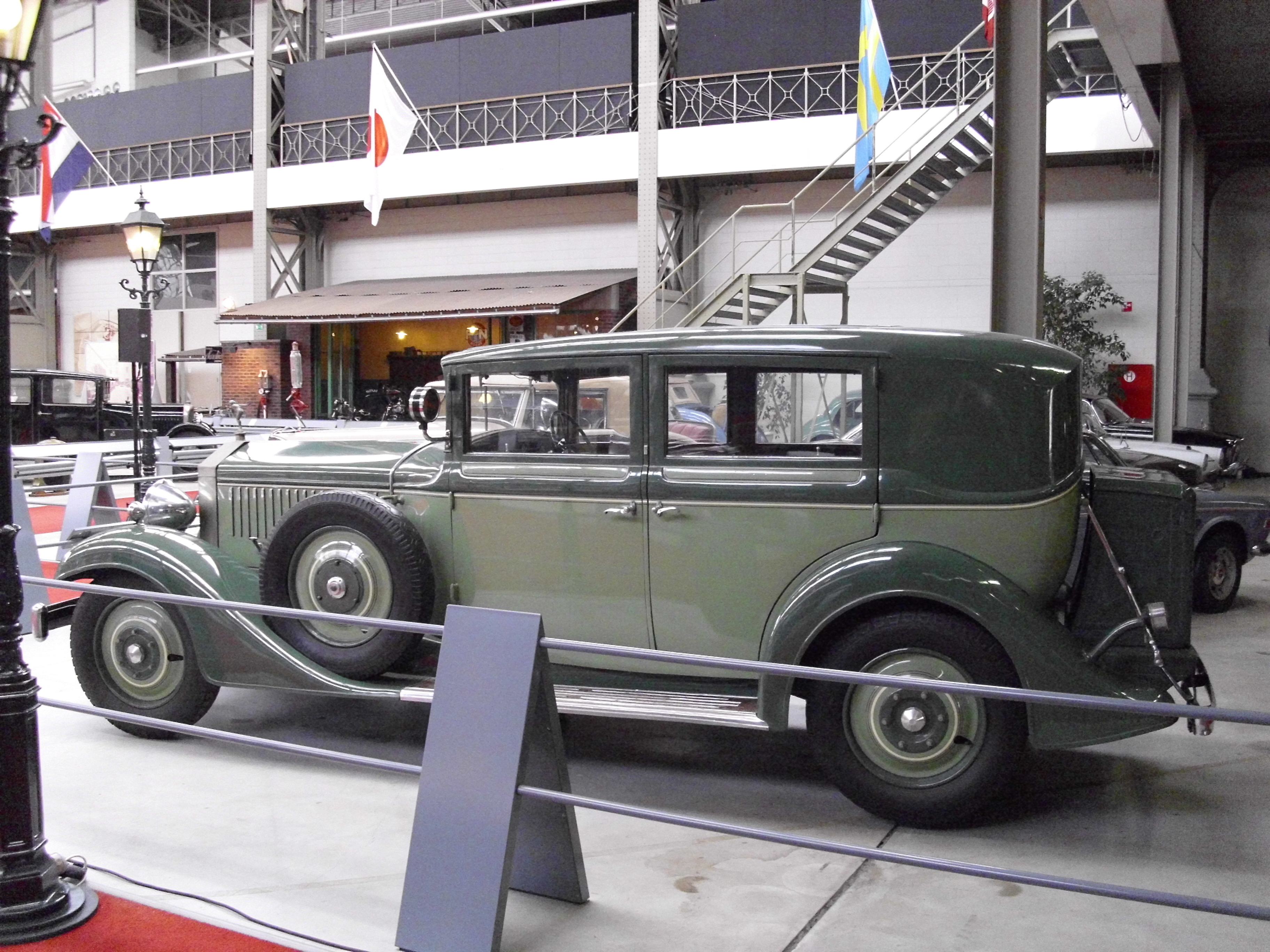
Belga Rise BR 8 von 1934

Belga Rise war ein belgischer Hersteller von Automobilen.

## Unternehmensgeschichte
Das französische Unternehmen Sizaire-Berwick musste 1929 die Automobilproduktion aufgeben. Der belgische Importeur Richard Thielen schaffte es, zusammen mit Georges Sizaire die Fahrzeuge in Belgien zu fertigen. Dazu gründeten sie Sizaire Belge mit Sitz in Brüssel. Die Fahrzeuge, die sie herstellten, vertrieben sie unter diesem Namen.
1932 kam es zur Umfirmierung in Belga Rise. Der Markenname änderte sich ebenfalls. Etwa 1938 endete die Produktion.

## Fahrzeuge
Das erste Modell war baugleich mit dem französischen Sizaire-Berwick. Es war ein Luxusmodell und wurde von einem Willys-Knight-Schiebermotor mit sechs Zylindern angetrieben.
Ab 1932 war das Modell wahlweise mit einem Sechszylindermotor mit 3030 cm³ Hubraum sowie einem Achtzylindermotor mit 4080 cm³ Hubraum lieferbar. Die Motoren kamen sowohl von Talbot als auch von amerikanischen Motorherstellern.
Ein Fahrzeug, eine Belga Rise BR 8 Limousine von 1934 mit einer Karosserie von Vesters & Neirinck, ist im Automuseum Autoworld Brussels in Brüssel zu besichtigen.